# Falling Up (filme)
Falling Up é um filme estadunidense de 2009, do gênero comédia dramático-romântica, dirigido por David M. Rosenthal.

## Sinopse
Um estudante de enfermagem Henry O'Shea (Joseph Cross) fecha escola devido à morte de seu pai e consegue um emprego como porteiro em um dos edifícios de Nova York. Ele torna-se romanticamente atraído por um das moradoras do edifício, Scarlett Dowling (Sarah Roemer), sendo desgosto para sua mãe (Mimi Rogers), juntos estarão metendo em altas confusões.

## Elenco
- Joseph Cross como Henry O'Shea
- Sarah Roemer como Scarlett Dowling
- Snoop Dogg como Raul
- Rachael Leigh Cook como Caitlin O' Shea
- Claudette Lali como Mercedes
- Joe Pantoliano como George
- Mimi Rogers como Meredith
- Annette O'Toole como Grace O' Shea
- Daniel Newman como Jake Weaver
- Samuel Page como Buck
- Frankie Shaw como Gretchen
- Gordon Clapp como Colin O'Shea
- Jim Piddock como Phillip Dowling
- Peter Jason como John O'Shea
- Ajay Naidu como Paco

## Home media
Exibido pela primeira vez na rede Showtime, o filme tem uma classificação para 14 anos para a televisão americana.
O filme foi lançado em região 4 DVD em setembro de 2009 sob o título alternativo como The Golden Door, com classificação M, ou seja para maiores de 15 anos no Office of Film and Literature Classification (Austrália).
Falling Up foi lançado em região 1 DVD em janeiro de 2010, sem uma classificação da MPAA. A região 2 DVD foi lançado em março de 2010 com um certificado para maiores de 12 anos da British Board of Film Classification.
A crítica Amy Longsdorf escreveu que, embora o filme é previsível "este encantador modesto tem uma surpreendente delicadeza e humanidade à moda antiga" e vale a pena assistir em casa.